# Sagaricera analis
Sagaricera analis är en tvåvingeart som beskrevs av Macquart 1838. Sagaricera analis ingår i släktet Sagaricera och familjen vapenflugor. Inga underarter finns listade i Catalogue of Life.